# Incidente de Antioquía

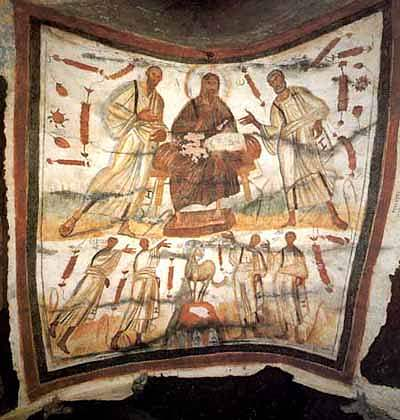
Cristo entre Pedro y Pablo,, Catacumbas de los Santos Marcelino y Pedro en la Vía Labicana.

El Incidente de Antioquía fue una disputa ocurrida en la era apostólica entre los apóstoles Pablo y Pedro, que se produjo en la ciudad de Antioquía a mediados del siglo I. La fuente primaria para el mismo es la Epístola a los gálatas (Gálatas 2:11-14) escrita por el apóstol Pablo a principios de la década de 50. La segunda fuente para conocer este conflicto es el libro de Hechos de los Apóstoles, puesto por escrito mucho después de la epístola mencionada (entre los años 60 y 120, según la hipótesis mayoritaria). Entre ambos relatos hay numerosas discrepancias, lo que ha llevado a diversas propuestas para reconstruir el incidente. No obstante, como la fiabilidad histórica de los Hechos de los Apóstoles se discute, la mayor parte de los estudiosos considera al relato de Pablo como el más confiable, si bien parcial, en relación con los sucesos.
Este conflicto, conocido desde la Antigüedad, dio origen en los siglos XVIII y XIX a la idea de que existió un conflicto entre los líderes del cristianismo primitivo, Pablo y Santiago, como representantes de una corriente liberal y otra conservadora, respectivamente, en relación con el judaísmo. El primero en sugerir esta división en facciones fue el estudioso alemán Ferdinand Christian Baur, fundador de la llamada Escuela de Tubinga. En este hipotético conflicto, Pedro habría sido, en palabras de James Dunn, el «hombre-puente» entre los puntos de vista opuestos.
Se desconoce el resultado del incidente, si bien es evidente que la postura paulina terminó siendo la aceptada por la Iglesia, por lo cual diversas confesiones cristianas difieren en su interpretación.

## Los cristianos gentiles y la Torá
Cuando los no judíos, llamados gentiles, comenzaron a convertirse al cristianismo, la primera cuestión a resolver era si estos debían observar todos los preceptos de la Ley de Moisés, en particular, la circuncisión y las leyes dietéticas; lo que implicaba una conversión al judaísmo. Estas prácticas no sólo eran consideradas, sobre todo la circuncisión, repulsivas para la cultura helénica, sino también mantenían al naciente cristianismo como una secta particular dentro de pueblo judío.
Este mismo debate, probablemente de manera independiente, apareció por la misma época entre los rabinos según consta en el Talmud. Esto dio lugar a la doctrina de las Siete Leyes de Noé, para ser seguidas por los gentiles, así como la determinación de que «los gentiles no pueden ser enseñados en la Torá». En el siglo XVIII, el rabino Jacob Emden era de la opinión que el objetivo original de Jesús, y especialmente Pablo, solamente fue convertir a los gentiles a las Siete Leyes de Noé, mientras que permitían a los judíos seguir la completa Ley Mosaica.
Pablo era un firme defensor de la posición de que los gentiles no necesitaban ser circuncidados ni observan las leyes dietéticas, una posición que algunos tomaron como antinomismo. Otros, a veces denominados judaizantes, opinaban que los cristianos de origen gentil necesitaban cumplir plenamente la Ley de Moisés.

## Concilio de Jerusalén

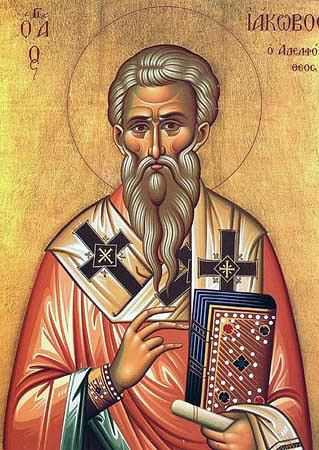
Ícono de Jacobo el Justo, cuya decisión fue aprobada en el Decreto Apostólico según, c. 50 d. C.

Pablo dejó Antioquía y viajó a Jerusalén para hablar de su misión a los gentiles con los «pilares de la autoridad» del cristianismo. Al describir el resultado de esta reunión, Pablo dice «reconocieron que se me había confiado la buena noticia para los no circuncidados». Los Hechos de los Apóstoles describen que la controversia se resolvió por el discurso de Pedro y concluyó con la decisión de Jacobo el Justo de no exigir la circuncisión de los gentiles convertidos. Hechos cita a Pedro y a Santiago diciendo:
Varones hermanos, vosotros sabéis cómo ya hace algún tiempo que Dios escogió que los gentiles oyesen por mi boca la palabra del evangelio y creyesen. Y Dios, que conoce los corazones, les dio testimonio, dándoles el Espíritu Santo lo mismo que a nosotros; y ninguna diferencia hizo entre nosotros y ellos, purificando por la fe sus corazones. Ahora, pues, ¿por qué tentáis a Dios, poniendo sobre la cerviz de los discípulos un yugo que ni nuestros padres ni nosotros hemos podido llevar? Antes creemos que por la gracia del Señor Jesús seremos salvos, de igual modo que ellos.
—Hechos 15:7-11
Varones hermanos, oídme. Simón ha contado cómo Dios visitó por primera vez a los gentiles, para tomar de ellos pueblo para su nombre. Y con esto concuerdan las palabras de los profetas, como está escrito: «Después de esto volveré y reedificaré el tabernáculo de David, que está caído; y repararé sus ruinas, y lo volveré a levantar, para que el resto de los hombres busque al Señor, y todos los gentiles, sobre los cuales es invocado mi nombre, dice el Señor, que hace conocer todo esto desde tiempos antiguos». Por lo cual yo juzgo que no se inquiete a los gentiles que se convierten a Dios, sino que se les escriba que se aparten de las contaminaciones de los ídolos, de fornicación, de ahogado y de sangre.
—Hechos 15:13-20
Este Decreto Apostólico todavía es observado por la Iglesia Ortodoxa Oriental.

## El incidente
De acuerdo con la Epístola a los Gálatas, capítulo 2, Pedro había viajado a Antioquía y había una disputa entre él y Pablo. La epístola no dice exactamente si esto ocurrió antes o después del concilio de Jerusalén, pero el incidente se menciona en la carta de Pablo como su siguiente tema después de describir una reunión en Jerusalén, que los estudiosos consideran a menudo que es el concilio. Gálatas 2:11-13 dice:
Pero cuando Pedro vino a Antioquía, le resistí cara a cara, porque era de condenar. Pues antes que viniesen algunos de parte de Jacobo, comía con los gentiles; pero después que vinieron, se retraía y se apartaba, porque tenía miedo de los de la circuncisión. Y en su simulación participaban también los otros judíos, de tal manera que aun Bernabé fue también arrastrado por la hipocresía de ellos.
Para consternación de Pablo, el resto de los cristianos judíos de Antioquía se pusieron del lado de Pedro, incluyendo al desde hace mucho tiempo colaborador de Pablo, Bernabé:
Y en su simulación participaban también los otros judíos, de tal manera que aun Bernabé fue también arrastrado por la hipocresía de ellos.

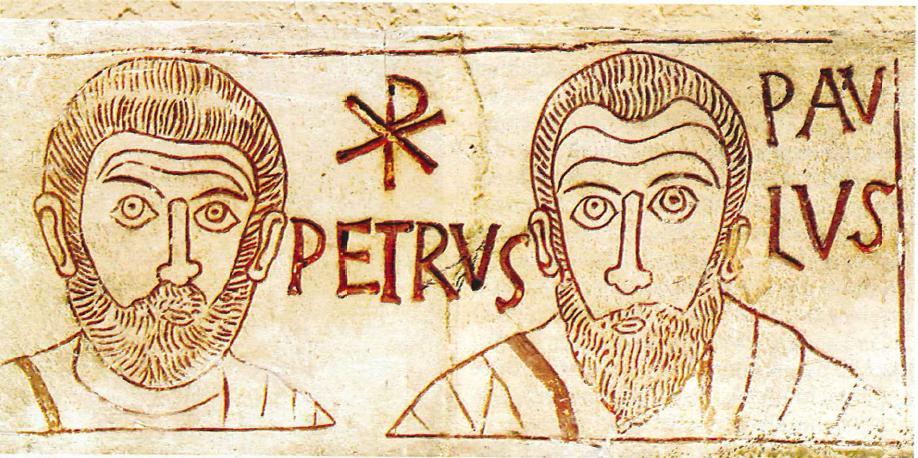
Pedro y Pablo, representados en un grabado del con sus nombres en latín y el crismón.

Los Hechos de los Apóstoles relatan una ruptura entre Pablo y Bernabé poco después del Concilio de Jerusalén, pero da como motivo el estado físico de Juan Marcos para unirse a la misión de Pablo (Hechos 15:36-40). Hechos también describe el momento en que Pedro fue a la casa de un gentil. Hechos 11:1-3 dice:
Oyeron los apóstoles y los hermanos que estaban en Judea, que también los gentiles habían recibido la palabra de Dios. Y cuando Pedro subió a Jerusalén, disputaban con él los que eran de la circuncisión, diciendo: ¿Por qué has entrado en casa de hombres incircuncisos, y has comido con ellos?
Esto se describe como haber sucedido antes de la muerte del rey Herodes (Agripa) en el 44 d. C., y por lo tanto años antes del Concilio de Jerusalén (c. 50). Hechos es completamente silencioso acerca de cualquier enfrentamiento entre Pedro y Pablo, en éste o en cualquier otro momento.
Existe cierto debate que el enfrentamiento en realidad no era entre Pablo y Pedro el apóstol, sino con otro de los identificados 70 discípulos de la época con el mismo nombre que Pedro. En 1708, el jesuita francés Jean Hardouin escribió una tesis que sostiene que «Pedro» era en realidad «otro Pedro», de ahí el énfasis de usar el nombre de Cefas (arameo de Pedro) para referirse al apóstol.

## Resultado

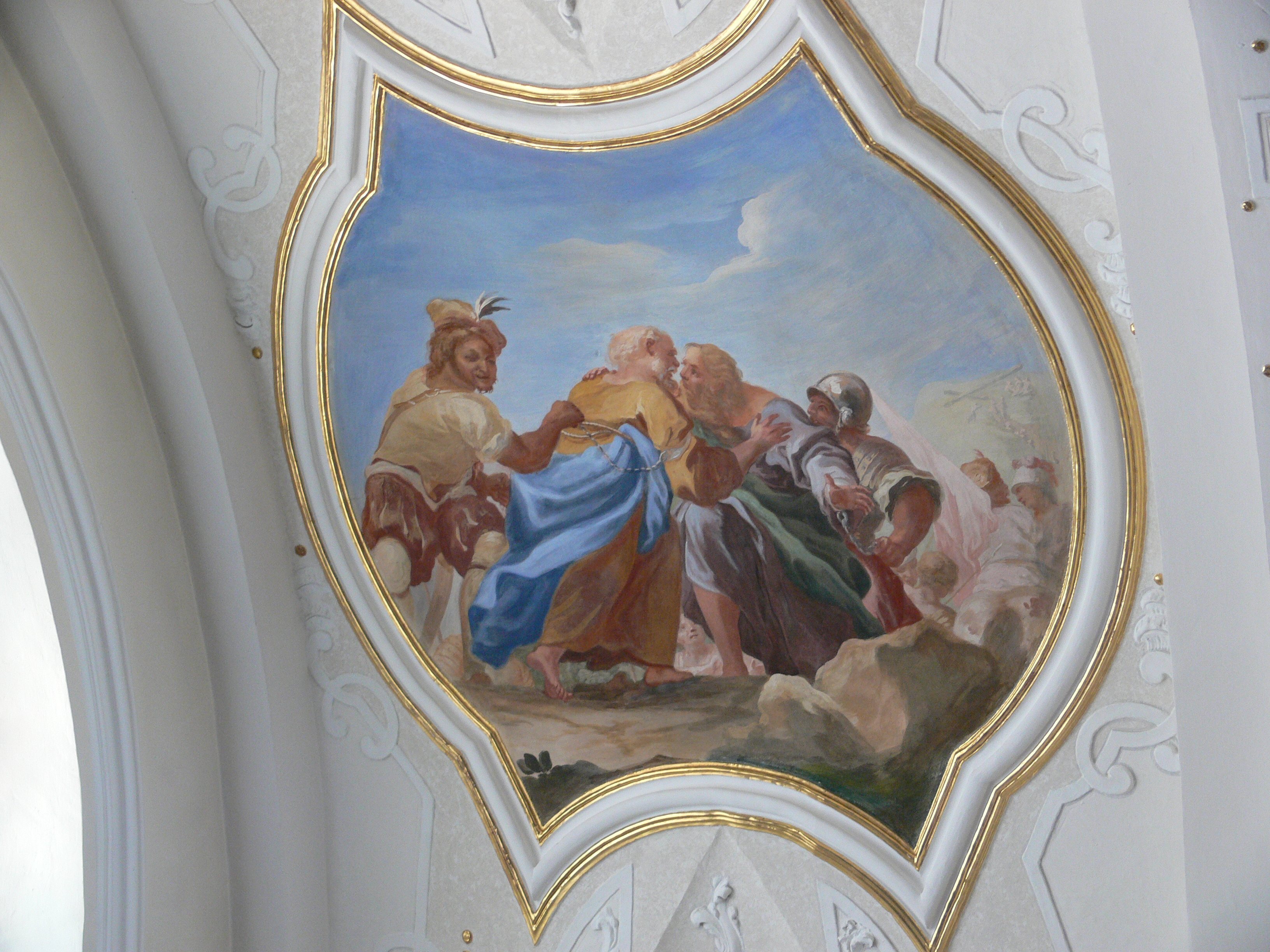
La separación definitiva de Pedro y Pablo ha sido un tema del arte cristiano, que apunta a una tradición de su reconciliación.

El resultado final del incidente sigue siendo incierto; de hecho, el tema de la ley bíblica en el cristianismo sigue siendo controvertida hasta la actualidad. La Catholic Encyclopedia afirma: «El relato de San Pablo del incidente no deja ninguna duda de que San Pedro vio la justicia de la reprensión». En contraste, L. Michael White en su De Jesús al cristianismo [From Jesus to Christianity] afirma:
La discusión con Pedro fue un fracaso total de bravata política y Pablo pronto dejó Antioquía como persona non grata, nunca más regresó.
Según la tradición de la iglesia, Pedro y Pablo enseñaron juntos en Roma y fundaron el cristianismo en esa ciudad. Eusebio cita a Dionisio, obispo de Corinto como diciendo, «Ellos enseñaron de igual manera en Italia , y sufrieron el martirio al mismo tiempo». Esto puede indicar su reconciliación. En 2 Pedro 3:16, las cartas de Pablo son llamadas «escritura», lo que indica la relación que el escritor tenía de la autoridad apostólica de Pablo. Sin embargo, algunos eruditos modernos consideran que la Segunda Epístola de Pedro es seudoepigráfica.